# Waverly (Minnesota)
Waverly é uma cidade localizada no estado americano de Minnesota, no Condado de Wright.

## Demografia
Segundo o censo americano de 2000, a sua população era de 732 habitantes.
Em 2006, foi estimada uma população de 992, um aumento de 260 (35.5%).

## Geografia
De acordo com o United States Census Bureau tem uma área de
4,1 km², dos quais 2,2 km² cobertos por terra e 1,9 km² cobertos por água. Waverly localiza-se a aproximadamente 304 m acima do nível do mar.

## Localidades na vizinhança
O diagrama seguinte representa as localidades num raio de 16 km ao redor de Waverly.